# WILD LIPS
『WILD LIPS』（ワイルド・リップス）は吉川晃司の19枚目のスタジオ・アルバム。
2016年5月18日にワーナーミュージック・ジャパンよりリリースされた。

## 概要
『SAMURAI ROCK』以来3年振り。ジャケットのキスマークは水原希子。表題曲「Wild Lips」のMVには吉川が所有するフェラーリが登場。アルバム発売記念に、「なりきり吉川晃司!背中対決ジャケット写真選手権」を開催。サンドウィッチマンやウエノコウジが参加した。

## 収録曲

### CD
- サウンド・プロデュース：菅原弘明
- 全曲（特記以外） 作曲：吉川晃司

1. Dance To The Future
  - 作詞：吉川晃司／作曲：吉川晃司・菅原弘明
2. Dream On
  - 作詞：吉川晃司・Jam
3. Wild Lips
  - 作詞：Jam
4. The Sliders
  - 作詞：吉川晃司・Jam
5. サラマンドラ
  - 作詞：Jam／作曲：吉川晃司・菅原弘明
6. Love with you
  - 作詞：松井五郎
7. Expendable
  - 作詞：松井五郎
8. Oh,Yes!!
  - 作詞：吉川晃司

### DVD（初回生産限定盤のみ）
1. Wild Lips (MUSIC VIDEO)
2. MAKING OF “WILD LIPS”